# Квантова інформація
Квантова інформація — інформація, що міститься в стані квантової системи.  Вона є предметом вивчення квантової теорії передачі інформації, що поєднує фізичну і інформаційну точки зору на процеси, які відбуваються в цифрових каналах передачі інформації, якщо для носія інформації суттєвими є відмінності квантових законів руху від класичних.
Важливими відмінностями квантових носіїв є неможливість копіювання стану і можливість створення інформації. Неможливість клонування породжує проблеми з передачею інформації в каналах з шумом, хоча має й позитивні наслідки, одним з яких є можливість створення каналів передачі інформації, яку неможливо перехопити. Цей розділ квантової інформації має назву  Квантова криптографія.
Можливість народження інформації зумовлена особливими властивостями переплутаних квантових станів (вони ж заплутані або  сплутані стани).
Від квантової фізики теорія квантової інформації використовує методи опису властивостей квантових носіїв інформації, від теорії інформації вона використовує методи оцінки ефективності квантових каналів.
Математичний опис властивостей квантового носія інформації здійснюється поєднанням двох важливих частин цього опису — спостережуваних і станів. Спостережувані утворюють алгебру, яка для квантових носіїв інформації зображається ермітовими матрицями скінченної розмірності. Стани представляються матрицею густини {\displaystyle {\hat {\rho }}}  або вектором стану {\displaystyle \left|\psi \right\rangle }. Матриця густини є невід'ємною матрицею з одиничним слідом
{\displaystyle {\hat {\rho }}=\sum _{n=1}^{N}{p_{n}\left|n\right\rangle \left\langle n\right|},\quad p_{n}\geq 0,\quad \sum _{n=1}^{N}{p_{n}}=1}
Якщо ця матриця має тільки одне ненульове власне значення, вона є проектором, а вектори, на які вона проектує, також представляють стан.
Фізичний зміст математичного опису означається  процедурою вимірювання. Завдяки тому, що простір станів квантового носія має скінченну розмірність, кожна спостережувана в базисі власних векторів {\displaystyle \left|n\right)} (круглі й кутові дужки відрізняють власні вектори спостережуваної і матриці густини) зображується діагональною матрицею
{\displaystyle {\hat {D}}=\sum _{n-1}^{N}{D_{n}\left|n\right)\left(n\right|}}
Середнє значення спостережуваної визначається формулою {\displaystyle {\overline {(D)}}=Tr{{\hat {D}}{\hat {\rho }}}}, а, наприклад, ймовірність реєстрації квантового носія в стані, що зображується власним вектором  {\displaystyle \left|n\right)}, визначається формулою 
{\displaystyle P_{n}=Tr(\left|n\right)\left(n\right|{\hat {\rho }})} , якій можна надати вигляду {\displaystyle P_{n}=\sum _{m=1}^{N}{p_{m}\left|\left(n\right|\left|m\right\rangle \right|^{2}}}